# Piłka Siatkowa AZS UWM 2015-2016
Questa voce raccoglie le informazioni riguardanti il Piłka Siatkowa AZS UWM nelle competizioni ufficiali della stagione 2015-2016.

## Organigramma societario
Area direttiva
- Presidente: Tomasz Jankowski

Area tecnica
- Allenatore: Andrea Gardini
- Allenatore in seconda: Piotr Poskrobko

## Rosa
| N° | Nome                 | Ruolo | Data di nascita  | Nazionalità sportiva |
| -- | -------------------- | ----- | ---------------- | -------------------- |
| 1  | Marcin Waliński      | S     | 24 ottobre 1990  | Polonia              |
| 2  | Bram Van den Dries   | S/O   | 14 agosto 1989   | Belgio               |
| 5  | Miłosz Zniszczoł     | C     | 2 luglio 1986    | Polonia              |
| 6  | Filip Stoilović      | S     | 11 ottobre 1992  | Serbia               |
| 7  | Bartosz Bednorz      | S     | 25 luglio 1994   | Polonia              |
| 8  | Krzysztof Gulak      | S     | 29 agosto 1996   | Polonia              |
| 9  | Paweł Adamajtis      | S/O   | 30 agosto 1990   | Polonia              |
| 11 | Maciej Zajder        | C     | 31 gennaio 1988  | Polonia              |
| 12 | Paweł Woicki         | P     | 19 giugno 1983   | Polonia              |
| 13 | Krzysztof Bieńkowski | P     | 19 giugno 1995   | Polonia              |
| 14 | Michał Potera        | L     | 6 marzo 1988     | Polonia              |
| 15 | Thomas Koelewijn     | C     | 18 dicembre 1988 | Paesi Bassi          |
| 17 | Jakub Zabłocki       | L     | 10 aprile 1995   | Polonia              |